# Jean-René de Fournoux
Jean-René de Fournoux (ur. 24 marca 1978 roku w Marsylii) – francuski kierowca wyścigowy.

## Kariera
Fournoux rozpoczął karierę w międzynarodowych wyścigach samochodowych w 1997 roku od startów w Francuskiej Formule Renault Campus, gdzie zdobył tytuł wicemistrzowski. W późniejszych latach Francuz pojawiał się także w stawce Francuskiej Formuły Renault, 24-godzinnego wyścigu Le Mans, American Le Mans Series, 1000 km Le Mans, Formuły Renault 2.0 Fran-Am, Le Mans Endurance Series, V de V Challenge Endurance Moderne - Proto oraz V de V Challenge Endurance - Proto - Scratch.